# Colonia Ocote Capulín
Colonia Ocote Capulín är en ort i Mexiko.   Den ligger i kommunen Zapotitlán Tablas och delstaten Guerrero, i den sydöstra delen av landet, 230 km söder om huvudstaden Mexico City. Colonia Ocote Capulín ligger 2 342 meter över havet och antalet invånare är 165.
Terrängen runt Colonia Ocote Capulín är huvudsakligen kuperad, men åt sydväst är den bergig. Runt Colonia Ocote Capulín är det ganska glesbefolkat, med 40 invånare per kvadratkilometer. Närmaste större samhälle är Copanatoyac, 18,7 km nordost om Colonia Ocote Capulín. I omgivningarna runt Colonia Ocote Capulín växer huvudsakligen savannskog.